# Comtat de Carpegna
El comtat de Carpegna fou una jurisdicció feudal d'Itàlia centrada al castell de Carpegna, del que era castellà Odalric, un cavaller saxó, vers la segona meitat del segle x, juntament amb el castell de Pietrarubbia, i va rebre de l'emperador un diploma imperial datat a Viterbo el 16 d'agost del 962 on se li concedien totes les ciutats fortificades i castells "in Regione Flaminae Senoniae, quae sunt, Mons Cicunus (Monte Cerignone), Sextinum (Sestino), Castellana, Castrum Sancti Clementis (San Clemente), Agellum (Agello, prop de San Clemente), Corianum (Coriano), Mons Scutulus (Montescudo), Albaretum (Albereto), Gessum (Gesso), Castrum Gaiani (Saiano, prop de Montebello), Monzardinus (Monte Giardino), Sassus (Sassofeltrio), Mons Germanus (Monte Grimano), Mons Tassus (Monte Tassi), Mons Copiolus (Montecopiolo). Seravallum (Serravalle), Verucchium (Verucchio), Sanctus Marinus (San Marino), et demum Montis Feretrani (San Leo), Mons Madius (Montemaggio, prop de San Leo), Macerata (Macerata Feltria), Petracutae (Pietracuta), Toranum (Torriana), Scaulinum Vetus (Scavolino), Soanna (Soanne), Pinnnae Billiorum (Pennabilli), et Maiolum (Maiolo)". Aquest Odalric fou l'ancestre de la família dels Montefeltro.
Al segle xi governava el comtat el seu fill o net Oddo Antonio I. El 1140 els dominis de la família es van repartir entre els fills, després d'una sagnant lluita, i així es va formar el comtat de Carpegna, que formaven els castells de Carpegna, Castellaccia, Palazzo Corignano, Torre dei Fossato, Bascio, Gattara i Miratoio. El primer comte esmentat és Ranier I a finals del segle xii. Tots els fills de sexe masculí portaven el títol i exercien algun poder al comtat, per la qual cosa els comtes són molt nombrosos.
Al començament del segle xiii apareixen Guiu I, Guittone, Ranier II, Guidaccio i Tadeu, de parentesc entre ells desconegut, excepte que Guiu I (mort el 1216) fou possiblement fill de Ranier I. Guiu I va deixar dos fills, Ranier III i Hug I que foren el tronc de dues branques:
Ranier III (1216-1228) fou pare de Guiu II (1228-1289), Contruccio (1228-1256) i Ranier IV (1228-1270).
Hug I (1216 fins vers el 1250) fou el pare de Ranier V (vers 1250-1260), Ugolino I (vers 1250-1289), Ugoccio (vers 1250-1279), Ranier VI il Pugliesi (vers 1250-1294) i Rambert I (vers 1250-1311), a més de dues filles (Diamant i Bilia).
Guiu II, podestà de Ravenna el 1251, fou pare de Guiu III (1289-1304) i Ranier VII (1289-?) i aquest darrer fou el pare de Francesc I (mort després del 1316, podestà de Forli el 1304, vicari imperial de Todi el 1311 i 1315, podestà d'Arezzo el 1316), pare de Guiu IV Sgaraglino (vers 1316-1357) i de Neri II (vers 1316-1337). Sgaraglino fou el pare de Ludovic (1357-1365) i de Cia, amb els que acaba la branca el 1365.
Construcció no va tenir fills.
Ranier IV (1228-vers 1270) fou el pare de Rinald I (vers 1270-1309, capità del poble de Florència el 1308, i a la seva branca va correspondre en endavant el castell de Gattara) que va deixar dos fills: Ribald (1309-1352) i Neri I (1309-1347). Cada un va deixar dos fills, Ribald a Pere I (1352-1409) i Francesc III (1352-vers 1371); i Neri I a Guiu V (1347-vers 1370) i Neri IV (1347-vers 1370). Cap d'ells va deixar fills excepte Pere que va deixar una filla de nom Violant, acabant la branca el 1409.
Rambert I, fill d'Hug I, fou l'origen de la branca sobirana iniciada pel seu fill Rinald II (1311-1331). Va deixar tres fills: Neri III (1331-1371), Francesc II (1331-?) i Ugolino II (1331-vers 1371). Aquest darrer va tenir dues filles (Elena i Margarita) i la línia va continuar amb els fills de Neri III: Bandino (1371-1406) y Francesc IV (associat a son germà, 1371-?).
Bandino fou comte el 1371 i senyor de Bascio, Gattara i Miratoio el 30 de desembre del 1406, i va tenir cinc fills: Joan I (1406-1431), Nicolau (mort el 1371), Neri V (1406-1446), Antoni (mort el 1371) i Francesc V (1406-1463). Només el primer i el darrer van deixar successió i van obrir dos noves línies; Neri V va tenir tres filles (Alifiora, Elena i Cecília).
Joan I va morir en una revolta a Fano el 3 de desembre del 1431; va tenir tres fills: Lleonarda, Rambert II (1431-1455) i Guiu (mort jove). Rambert II va deixar tres fills: Joan II (1455-1528), Frederic I (1455-1472) i Violant. Joan II (1455-1528) i Frederic I (1455-1572) es van repartir els dominis el 4 de desembre de 1463, fins a la mort de Frederic el 1472, i el feu fou confirmat per butlla papal el 12 d'agost de 1508.
Francesc V (1406-1463) va tenir cinc fills: Marfald (mort jove), Nicolau (mort jove), Elisabet, Hug II (1463-1496) i Tomàs I (1463-1470).
Tomàs I va deixar un fill, Giannicolò (1470-?) amb el que es va extingir la descendència, que va continuar amb el fills d'Hug II, Francesc VI (1496-1553) que tenia tres germanes (Lisa, Agnès i Beatriu).
Francesc VI va tenir onze fills: Hug (mort el 1550), Tomàs II (1553-1558), Hèctor I (1553-1555), Fabi (mort el 1529), Pere II (1553-1586), Alexandre (1553-1557, goivernador de Valenza el 1551, comandant de l'exèrcit espanyol, mort de les ferides a una batalla prop de Casale l'abril de 1557), Emília, Verde, Elisabet, Laura i Camil·la. Aquesta branca va tenir continuïtat amb els fills de Pere: Tomàs III (1586-1596), Hèctor II (1586-?), Alexandre II (1586-?), Francesc VII (1586-1599), Frederic (mort el 1584), Francesca, Pentiselea, Emília i Ontízia.
Tomàs III va deixar deu fills: Laura, Francesc Maria o Francesc VIII (1596-1660), Pere III (1596-1630, governador de Lodi el 1616, de Montalto el 1618, de Fano el 1621, d'Ascoli el 1625, de Nocia, Fermo i Amelia el 1627, i bisbe de Gubbio de l'11 de desembre del 1628 a la seva mort el 19 de juny de 1630), Màrius (1596-1661), Ulderic (1596-1679), Hug III (1596-1625), Frederic II (1596-1657), Hipòlita, Ambròs)15961643) i Guiu VI (1596-1665). La línia va seguir efímerament amb els fills de Francesc Maria i de Màrius.
Francesc Maria, va tenir un fill Tomàs, que el va premorir, i tres filles, Laura, Hipòlita i Victòria. Màrius va tenir quatre fills: Anna Maria, Elisabet, Udalric (1661-1736) i Victòria. Amb Udalric es va tancar aquesta branca.
La línia de Joan II va seguir amb els seus fills: Bosconte (1528-1557), Dianora, Violant, Magdalena, Horaci I (1528-1560), Guiu (mort jove), Margarida, i Pere (mort el 1508).
Horaci va deixar un fill i quatre filles: Joan III (vers 1560-1561), Beatriu, Antònia, Elisabet i Clara.
A Joan III, que va morir jove, el va succeir el seu fill Horaci II (1561-1632), comte sobirà de Carpegna i senyor de Castellaccia, Palazzo Corignano i Torre de' Fossati, comte de Scavolino, cavaller de l'orde de Sant Jaume, comandant de la milícia d'Urbino el 1596, mestre de camp a Urbino, governador general de l'exèrcit eclesiàstic i patrici romà, que va deixar sis fills: Francesc IX (1632-1663), Joan (mort jove), Elisabet, Domènico I (1632-1662), Maria Àngela i Laura.
Francesc IX va deixar set fills: Múzio (1663-1688), Joan (mort el 1623), Isabel, Joan Baptista (mort el 1629), Gaspar (1663-1714), Virgínia i Anna.
Múzio va deixar també set fills: Francesc X (Francesc Maria), Armel·lina, Josepa, Anna, Maria, Camil·la i Domènico II (1668-1740).
Francesc X (1668-1749) fou el darrer compte de la nissaga. Al morir només va deixar cinc filles (Maria Laura, Maria Àngela, Maria Anna, Maria Victòria i Maria Josepa).
La successió va recaure en la primera, Maria Laura, casada des de vers 1718 amb el noble romà Mario Gabrielli, però el comte difunt va disposar en testament datat el 25 de setembre de 1747 que el comtat passés al fill de tots dos, Antonio de Carpegna Gabrielli, que fou proclamat el 1749 i va perdre el comtat el 1797 davant les forces franceses i republicanes i va morir el 1800. El seu fill Gaspar va recuperar els drets el 1814, però el 1819 els drets sobirans van quedar abolits i es va veure obligat a transferir-los a la Santa Seu. El seu fill Filippo i els seus descendents van seguir portant el títol de comtes de Carpegna.

## Comtes
- Ranier I vers 1175-1200
- Guiu I vers 1200-1216
- Guittone mort vers 1220
- Ranier II mort vers 1221
- Guidaccio mort vers 1221
- Tadeu mort vers 1223
- Ranier III 1216-1228
- Hug I 1216 - vers el 1250
- Guiu II 1228-1289
- Contruccio 1228-1256
- Ranier IV 1228-1270
- Ranier V vers 1250-1260
- Ugolino I vers 1250-1289
- Ugoccio vers 1250-1279
- Ranier VI il Pugliesi vers 1250-1294
- Rambert I vers 1250-1311
- Rinald I vers 1270-1309
- Guiu III 1289-1304
- Ranier VII, 1289-?
- Francesc I 1304-1316
- Ribald 1309-1352
- Neri I 1309-1347
- Rinald II 1311-1331
- Guiu IV Sgaraglino 1316-1357
- Neri II 1316-1337
- Neri III 1331-1371
- Francesc II 1331-?
- Ugolino II 1331-vers 1371
- Guiu V 1347-vers 1370
- Neri IV 1347-vers 1370
- Pere I 1352-1409
- Francesc III 1352-vers 1371
- Ludovic 1357-1365
- Bandino 1371-1406
- Francesc IV (associat a son germà, 1371-?)
- Joan I 1406-1431
- Neri V (1406-1446)
- Francesc V 1406-1463
- Rambert II 1431-1455
- Joan II 1455-1528
- Frederic I 1455-1472
- Hug II 1463-1496
- Tomàs I 1463-1470
- Giannicolò 1470-?
- Francesc VI 1496-1553
- Bosconte 1528-1557
- Horaci I 1528-1560
- Tomàs II 1553-1558
- Hèctor I 1553-1555
- Pere II 1553-1586
- Alexandre I 1553-1557
- Joan III vers 1560-1561
- Horaci II 1561-1632
- Tomàs III 1586-1596
- Hèctor II 1586-?
- Alexandre II 1586-?
- Francesc VII 1586-1599
- Francesc Maria o Francesc VIII 1596-1660
- Pere III 1596-1630
- Màrius 1596-1661
- Ulderic 1596-1679
- Hug III 1596-1625
- Frederic II 1596-1657
- Ambròs 1596-1643
- Guiu VI 1596-1665
- Francesc IX 1632-1663
- Domènico I 1632-1662
- Udalric 1661-1736
- Múzio 1663-1688
- Gaspar 1663-1714
- Francesc X o Francesc Maria 1668-1749
- Domènico II 1668-1740
- Maria Laura (filla de Francesc X) 1749 (morta 1773)
- Mario Gabrielli (espòs) 1749
- Antonio de Carpegna Gabrielli 1749-1797
- A França 1797-1798
- A la República Romana 1798-1808
- Al Regne napoleònic d'Itàlia 1808-1814
- Gaspar de Carpegna Gabrielli 1814-1819
- Als Estats Pontificis 1819.